# Iglesia de San Pedro Apóstol (Alaejos)
La iglesia de San Pedro Apóstol es un templo católico ubicado en la localidad de Alaejos, Provincia de Valladolid, Castilla y León, España.

## Descripción
La iglesia de San Pedro Apóstol, de Alaejos, es una obra del tercer cuarto del siglo XVI, en cuya construcción confluyen reminiscencias góticas, junto a elementos estructurales y decorativos renacentistas y mudéjares. Destaca su esbelta torre, obra barroca de finales del XVII. Un balcón de forja castellana se abre a la plaza, para actos públicos.
La Dirección General de Bellas Artes, Archivos y Bibliotecas, por Resolución de 11 de noviembre de 1981, incorporó expediente de declaración de monumento a favor de la iglesia de San Pedro, en Alaejos (Valladolid).
Con fecha 30 de abril de 1984 la Real Academia de Bellas Artes de San Fernando, y el 16 de octubre de 1996, la Universidad de Valladolid, informan favorablemente esta declaración